# Leivur Øssursson
Leivur Øssursson (Hov, 980 - Skúvoy, 1047) va ser un cabdill viking i bóndi de l'illa de Skúvoy, a les illes Fèroe. Apareix com a personatge històric a la Saga dels feroesos i a la Saga d'Olaf II el Sant.
Leivur era fill del malaurat cabdill Øssur Havgrímsson, que va ser víctima d'un deute de sang que havia alimentat el seu pare Havgrímur entre 969 i 970 per una disputa territorial que feia 65 anys que durava. Es va casar amb Tóra Sigmundsdóttir, la filla de Sigmundur Brestisson i Turid Torkilsdóttir. Sigmundur va ser un dels responsables de la mort del seu pare, però quan es va convertir al Cristianisme va decidir posar fi als deutes de sang.
El 1024 Leivur va ser testimoni de la fi de la mancomunitat feroesa com a territori lliure i la seva subjugació a la corona de Noruega. El rei Olaf II el Sant va nomenar a tres feroesos com a representants de la corona a l'arxipèlag: Gilli com a Løgmaður (màxim representant del poder feroès), Tórolvur Sigmundsson i Leivur Øssursson. Tróndur í Gølu encara era viu i controlava moltes esferes de la vida política feroesa, cosa que demostra el poc control i influència que tenia realment Olaf II sobre l'arxipèlag. Cap al 1025 dues naus noruegues que es van enviar a les Illes Fèroe amb la intenció de cobrar els deguts impostos mai van arribar al seu destí i van desaparèixer sense deixar rastre; una tercera nau va arribar a port, però l'enviat reial per a la defensa de l'illa Karl Hinn Morske va ser assassinat.
La situació va canviar després de la mort el 1035 de Tróndur. Leivur, devot cristià, va assumir el control sobre l'autocràcia de Tróndur i va aconseguir el poder de l'arxipèlag sota el govern de Magnus el Bo. Amb Leivur també va acabar l'era dels vikings a l'arxipèlag.